# Arnaud Massy

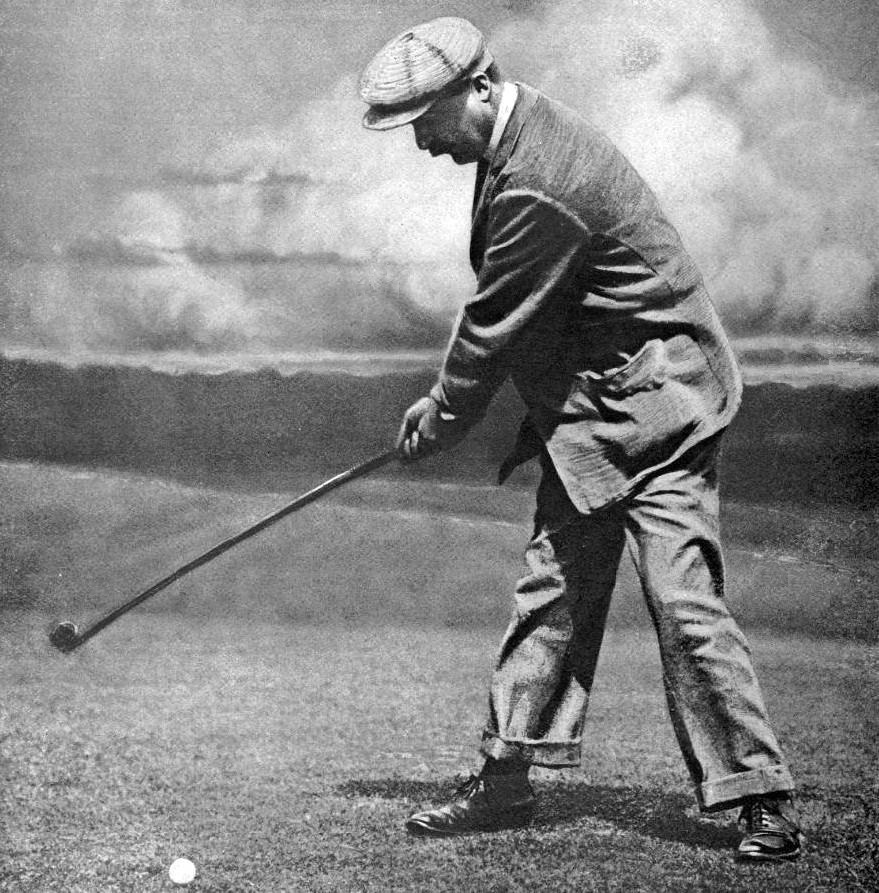
Arnaud Massy (1919)

Arnaud Massy (* 6. Juli 1877 in Biarritz, Département Pyrénées-Atlantiques; † 16. April 1950 in Étretat, Département Seine-Maritime, Frankreich) war Frankreichs berühmtester Berufsgolfer und einziger Major-Sieger seines Landes.

## Werdegang
Der Sohn eines Schafzüchters arbeitete als Sardinenfänger und besserte sein Einkommen als Caddie am neuen Golfplatz in Biarritz auf. Während der kalten Jahreszeit auf der Insel nutzten viele der besten britischen Profigolfer das milde Klima Südfrankreichs zum Üben. Das Naturtalent profitierte davon und reiste 1898 ins schottische North Berwick, um sich als Berufsgolfer ausbilden zu lassen.
Im Jahre 1906 gewann Massy die erste Open de France und verteidigte diesen Titel im Jahr darauf gegen starke britische Spieler, darunter den legendären Harry Vardon. Im selben Jahr siegte er als erster Nichtbrite bei der Open Championship in Hoylake (Royal Liverpool) und verhalf damit dem Golfspiel in seiner Heimat zu größerem Ansehen. Während des Turniers gebar seine Frau eine Tochter, die er auf den Namen „Hoylake“ taufen ließ. Von der Presse wurde er als „Franzose mit der Seele eines Schotten“ bezeichnet, auch aufgrund des von ihm überlieferten Bonmots nach dem Triumph in Hoylake: „Me Scotch. Me married a Scotch wife. Me very pleased me won. No Englishman won.“
Mit Schauwettkämpfen in verschiedenen europäischen Städten trug Massy zur Popularität dieses Sports auf dem Kontinent bei.
1910 holte er sich die erste Belgium Open und 1911 wurde er Zweiter bei der Open Championship hinter Harry Vardon. In jenem Jahr vervollständigte Massy sein Buch über Golf, das zunächst in Frankreich herausgegeben, und später ins Englische übersetzt, auch am britischen Markt aufgelegt wurde. 1912 gewann der die erstmals ausgetragene Spanish Open.
Der Erste Weltkrieg unterbrach seine Laufbahn. Massy diente in der französischen Armee und wurde in der Schlacht um Verdun verwundet, konnte aber nach Kriegsende seine Karriere fortsetzen.
1925, im Alter von 48 Jahren, siegte Massy zum vierten Mal bei der Open de France. 1927 und 1928 gewann er hintereinander die Spanish Open.
Nach Beendigung seiner Turnierauftritte, arbeitete Massy als Klubprofessional in England, Frankreich und Marokko. Mit seiner englischen Frau verbrachte er die Zeit des Zweiten Weltkrieges im schottischen Edinburgh. Im Ruhestand zog er sich nach Étretat in der Normandie zurück, wo er 1950 verstarb.
Arnaud Massy ist immer noch der einzige französische Golfer, der eine Major Championship gewinnen konnte und war bis zum Sieg von Severiano Ballesteros 1979 bei der Open Championship auch der einzige Kontinentaleuropäer.

## Turniersiege
- The Open Championship: 1907
- Belgian Open: 1910
- Open de France: 1906, 1907, 1911, 1925
- Spanish Open: 1912, 1927, 1928